# Samuel Fritz
Samuel Fritz (ur. 9 kwietnia 1654 w Trutnov, zm. 20 marca 1725 w Quito w Peru) – czeski jezuita, misjonarz katolicki i badacz obszarów nad górną Amazonką na terenach dzisiejszych państw Peru, Ekwador i Brazylia.
W roku 1685, po odebraniu święceń kapłańskich, wyruszył do Quito (wówczas w Peru), gdzie w seminarium jezuickim przeszedł szkolenie misjonarskie i w roku 1686 wyruszył na wschód wzdłuż rzeki Napo. W ciągu trzech lat przebadał cały region, docierając do ujścia Napo do Amazonki, nawiązując kontakty i dokonując licznych nawróceń wśród miejscowych Indian. W regionie zamieszkanym przez plemię Omagua założył misję San Joachim, a wkrótce potem następną wśród Indian Jurimaguasów. Wśród ludów tubylczych zasłynął jako ich niezłomny obrońca przed rajdami portugalskich łowców niewolników.
W roku 1689 podupadł na zdrowiu, więc Indianie zabrali go – w celach leczniczych – w podróż w dół Amazonki. Po pokonaniu ponad 4600 kilometrów Fritz dotarł do ujścia wielkiej rzeki, osiągając portugalską osadę Pará 11 września 1689 roku. Podróżnik przybywający z zachodu, z terenów zajętych przez Hiszpanów, został uznany przez miejscowe władze za szpiega i uwięziony. W celi spędził dwa lata i uwolniony został na osobisty rozkaz królewski z Lizbony w lipcu 1691 roku i odstawiony do swej misji nad Rio Napo. W roku następnym wyruszył na południowy zachód, celem złożenia władzom hiszpańskim sprawozdania z podróży. Badając górny bieg Amazonki i jej dopływów Huallaga i Parapura dotarł do Cajamarki, a stamtąd do Limy.
W Limie złożył wicekrólowi Peru dokładną relację z podróży, informując jednocześnie o zapuszczaniu się wypraw portugalskich coraz dalej na zachód i penetrowaniu domen hiszpańskich gwarantowanych przez Traktat z Tordesillas z roku 1494. W roku 1693 wrócił do swych misji nad Rio Napo, skąd wyruszał na wyprawy wzdłuż amazońskich dopływów jak Pongo i Jaen, poznając nowe plemiona i eksplorując tereny zupełnie nieznane Europejczykom.
W roku 1700 Fritz został mianowany superiorem wszystkich misjonarzy-jezuitów nad górna Amazonką. Okazał się utalentowanym cieślą i architektem, który sam wznosił większość kaplic i kościółków w misjach. Ponadto, jako niezły rzeźbiarz i malarz, własnoręcznie ozdabiał te przybytki.
Począwszy od roku 1714, zaczął eksplorować obszary nad rzeką Marañón wchodząc w kontakty z Indianami z plemienia Jívaro, niebezpiecznymi wojownikami znanymi z praktykowania pomniejszania głów swych zabitych wrogów. O. Samuel Fritz zakończył pracę misyjną wśród Indian w roku 1724.
Pozostawił po sobie dokładne opisy badanych obszarów górnej Amazonii, a także wielką mapę zaprezentowaną po raz pierwszy w Quito w roku 1707.